# 电子大厦
电子大厦，是深圳市历史建筑之一，位于中国广东省深圳市福田区华强北街道福强社区深南中路2070号。该建筑物建于1981年，次年8月竣工，是深圳中电集团（中国电子信息产业集团在深圳的分公司）第一代总部大楼，也是深圳立市以后第一座高楼，以当地支柱产业来命名的办公楼。在1980年代到90年代初一直是当地标志性建筑，围绕着大厦，后来兴起了庞大的电子产业，也成就了“中国电子第一街”华强北——手机批发零售业务闻名全国，还使得深圳成为了中国电子产业的“风向标”。

## 入驻商户
- 1—4楼：中国工商银行深圳华强支行
- 1楼，5楼及以上：全季酒店深圳华强北电子大厦店